# Estadio Ramón Sánchez-Pizjuán
Az Estadio Ramón Sánchez-Pizjuán egy spanyol labdarúgóstadion. Jelenleg a Sevilla FC futballcsapata használja, mely a Liga BBVA nevű, első osztályú bajnokságban játszik. Az aréna 45 500 néző befogadására képes, a pálya méretei: 105 m × 68 m. Nevét Ramón Sánchez-Pizjuánról, a klub egykori elnökéről kapta.

## Története
A város régi stadionja, a Nervión Stadion az 1930-as évekre már nem tudta kielégíteni a megnövekedett igényeket, ezért új létesítmény építését határozták el. A tervek azonban csak több évtized múlva valósultak meg. A tervpályázatot 1954-ben írták ki, a nyertes pedig Manuel Muñoz Monasterio lett. Eredeti tervei szerint egy 70 329 férőhelyes stadion épült volna. Az új építmény felavatására 1958. szeptember 7-én került sor egy Real Jaén elleni barátságos mérkőzéssel, igaz, ekkorra még a lelátó nem készült el teljesen. Arra egészen 1975-ig kellett várni.
Az 1959–1960-as szezonban játszották a pályán az első olyan mérkőzést, ahol mesterséges világítást használtak, méghozzá a Bayern München ellen. 1982-re, hogy a stadion otthont adhasson a világbajnokság elődöntőjének, át kellett építeni: így  befogadóképessége 66 000 főre csökkent. 1986 tavaszán ez a stadion adott otthont a bajnokcsapatok Európa-kupája döntőjének is a Barcelona és a Steaua Bukarest között. Nagyjából egy évtized múlva az UEFA rendelkezései miatt már csak ülőhelyek maradhattak a stadionban, így összesen 43 000 fősre csökkent. 2015-ben újabb felújítás kezdődött.
2022-ben itt rendezték az Európa-liga döntőjét, amelyen az Eintracht Frankfurt tizenegyesekkel verte a skót Rangers FC-t.

### Világbajnoki mérkőzések a stadionban
| Dátum            | Csapat #1 | Eredmény | Csapat #2     | Forduló    |
| ---------------- | --------- | -------- | ------------- | ---------- |
| 1982. június 14. | Brazília  | 2–1      | Szovjetunió   | 6. csoport |
| 1982. július 8.  | NSZK      | 3–3      | Franciaország | Elődöntő   |